# 葫爐尾
葫爐尾，是臺灣屏東縣佳冬鄉的一個傳統地域名稱，位於該鄉南部。相較於今日行政區，其範圍大致包括塭豐村東南部、賴家村西南半葉的西北半部。
本地區境內主要聚落為葫爐尾。

## 歷史
台灣日治初期，葫爐尾地區為一街庄，稱為「葫爐尾庄」（舊制街庄），隸屬於港東中里。該庄昔日西北與塭仔庄為鄰，北及東北與茄苳腳庄為鄰，東南邊為下埔頭庄，西南邊臨台灣海峽。
1901年（日治明治三十四年）11月11日，全台廢縣廳改設二十廳，該庄隸屬於阿猴廳。1904年（明治三十七年）4月15日，該庄編入「茄苳腳區」，隸屬於阿猴廳。1905年（明治三十八年）4月1日，阿猴廳改稱「阿緱廳」。1909年（明治四十二年）10月25日，全台合併二十廳為十二廳，茄苳腳區仍隸屬於阿緱廳。1920年（大正九年）10月1日，全台地方制度大改正，廢十二廳改設五州二廳，該庄改制為「葫爐尾」大字，隸屬於高雄州東港郡佳冬庄（新制街庄）。
戰後佳冬庄改制為佳冬鄉，隸屬於高雄縣，大字亦改制為村。1950年（民國39年）10月1日，高、屏分治，佳冬鄉改隸屬於屏東縣。
相較於今日行政區，本地區的範圍大致包括塭豐村東南部、賴家村西南半葉的西北半部。

## 聚落
本地區發展較早的聚落為葫爐尾，在日治初期的官方地圖上已有記載。